# Зоряний пором
22°17′38″ пн. ш. 114°10′08″ сх. д. / 22.294° пн. ш. 114.169° сх. д.

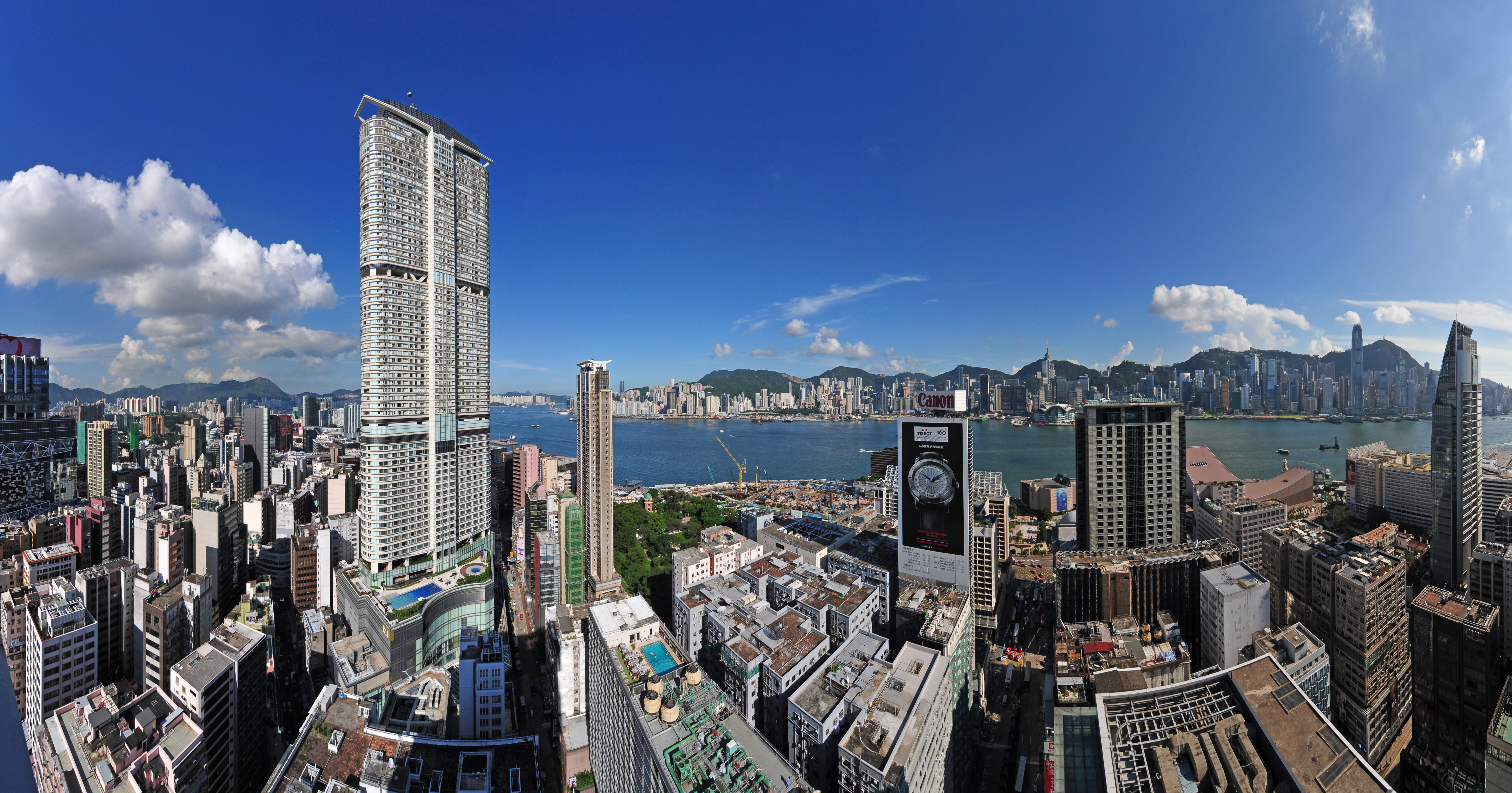
Паромний причал "Зоряний пором" Цим Ша Цуй

Поромний причал «Зоряний пором», або пірс Цим Ша Цуї— це пристань, розташована на меліорованих землях у найпівденнішому краю Цим Ша Цуй на півострові Коулун у Гонконзі. Він широко відомий як Star Ferry Pier (天星碼頭) в Цим Ша Цуї. "Зоряний пором" здійснює пішохідне поромне сполучення через гавань Вікторія до Ван Чая та до Сентрал на острові Гонконг. У франшизі, що належить "Зоряному парому", це місце визначено як «Коулун-Пойнт».

## Історія
Будівництво першої пристані на нинішньому місці розпочалося в 1904 році після великої меліорації, яку продовжив Солсбері-роуд. Він був у формі «пальця». Пристань була відкрита в 1906 році, але була зруйнована тайфуном у вересні 1906 року. Його заміна, яка була розроблена для розміщення двох поромів, була завершена в 1914 році. На початку 1950-х років по обидва боки гавані Вікторія розпочалося будівництво нинішнього терміналу з двома пірсами. Будівлю було завершено в 1957 році, одночасно із завершенням нині знесеного поромного пірсу Единбург-Плейс, який був побудований на стороні острова. Обидва пірси були прикладами Streamline Moderne.

## Структура
Як і Поромна пристань на острові Гонконг, пірс складається з двох дворівневих пірсів. Посадка верхнього рівня дорожча, ніж зона посадки нижнього рівня. Обидві конструкції спираються на дерев’яні палі. На відміну від Гонконгу, сам причал Цим Ша Цуй не має годинникової вежі, хоча одна розташована неподалік. Автобусна зупинка, розташована біля підніжжя Солсбері-роуд, розміщує автобусні маршрути Kowloon Motor Bus, які подорожують до різних частин Коулуна та Нью-Коулуна. Пристань знаходиться неподалік від Star House, Ocean Terminal, Культурного центру Гонконгу та годинникової вежі колишньої станції KCR Kowloon. П'ять флагштоків між пірсом і Star House є популярним місцем зустрічей. Громадський пірс Коулун розташований на південнjve схjдs. На пристані є кілька роздрібних магазинів, у тому числі газетні кіоски, магазин, де продають товари Star Ferry (моделі поромів), філія HSBC та інформаційний центр Ради по туризму Гонконгу.

## Пункти призначення
| Пункти призначення | Назва поромного пірсу     |
| Центральний        | Центральний поромний пірс |
| Ван Чай            | Паромний причал Ван Чай   |
| Курорт Діснейленд  | Пірс курорту Діснейленду  |
| ------------------ | ------------------------- |